# 湯馬斯·H·馬歇爾
湯馬斯·漢弗萊·馬歇爾（Thomas Humphrey Marshall，1893年—1981年），是英国社会学家，代表作品是《公民身份與社會階級》，一部关于公民身份的重要著作，介绍了完全的公民身份包括公民、政治和社会的公民身份。 

## 生平
1893年12月19日，马歇尔生于伦敦布卢姆斯伯里一个富裕且有艺术修养的家族。 他是六个孩子中的第四个。 曾祖父获得了一笔工业财富，父亲是名成功的建筑师，提供马歇尔优越的成长环境和遗产。  由于出身富裕，在私立寄宿学校拉格比公學接受正规教育。  马歇尔在剑桥三一学院攻讀历史。 
第一次世界大战期间，马歇尔是德国戰俘。 1919年10月，马歇尔继续在三一学院攻读，成為专业的历史学家。 1922年选举中，马歇尔曾一度放棄學術，成为工党在法纳姆選區（Farnham）候选人。 尽管最終没有當選，马歇尔在此經驗中与工人阶级有密切接触，了解到英国阶级制度内的不公正和偏见。 在《英国社会学生涯》一书中，马歇尔回忆道，在成长过程中，自己“对工人阶级的生活一无所知”，因此将这段经历标记变革性觉醒。 
1925年，马歇尔成为伦敦经济学院社会工作导师。1944年至1949年間，马歇尔成为伦敦经济学院社会科学系主任。1954年至1956年間，承接马丁·怀特教席。 
1956年至1960年间，马歇尔担任联合国教科文组织社会科学部主任，可能參與联合国《经济、社会和文化权利国际公约》的相關工作。公约于1954年起草，但直到1966年才获得批准。
马歇尔是国际社会学协会第四任主席（1959-1962）。 
1981年11月29日，马歇尔在剑桥去世。

## 公民身份與社會階級
馬歇爾撰寫了一篇關於公民身分的重要論文，成為他最著名的作品，名為《公民身分與社會階級》。這篇論文於1950年出版，其內容基於前一年的演講。英國的公民身分最初僅賦予高地位群體特有的市民、政治和社會權利。然而，馬歇爾認為，隨著資本主義的擴張，一種「新型的公民身分慢慢解開了之前僅由出身良好者專享的特權包裹。」 他將公民身分的發展分析為市民權利、然後是政治權利，最後是社會權利。
馬歇爾對公民身分的三個層面進行了以下定義：
- 市民權利（Civil rights），是「個人自由所必需的權利 - 人身自由、言論、思想和信仰自由、擁有財產和締結有效合約的權利，以及獲得司法公正的權利。」[17]
  - 這種個人市民權利的概念「也消除了限制『工作權』的法令和習俗。」工人現在合法地可以追求就業，這符合資本主義對勞動力市場的需求。[17]
  - 馬歇爾還認為「市民權利的原則內含了…朝著進一步平等的驅動力 - 政治平等。」[17]
- 政治權利（Political rights），是「參與行使政治權力的權利。」[18]
  - 普遍選舉權[17]
  - 選舉議會代表[10]
- 社會權利（Social rights），包括「經濟福利和安全的最低保障權，以及分享社會遺產並過上文明生活的權利。」[18] 社會權利，通常被理解為現代福利國家所關聯的福祉權利和積極自由，例如：福利權利。[19] 這些公民身分概念之間存在複雜的相互影響。根據馬歇爾的說法，「一旦公民被承認為社會的完全成員，他們也會獲得無可否認的社會權利，例如防止貧困的保護權。」[20]

社會權利的擴展「取代了先前僅將物質援助視為慈善行為或根據早期社會福利立法將國家援助與受助者放棄其市民或政治權利聯繫」的想法。
社會權利是根據公民身分的地位而不是階級或需要而頒發的。馬歇爾主張，社會權利的擴展並不意味著破壞社會階級和不平等。T.H. 馬歇爾是伦纳德·霍布豪斯的親密朋友和崇拜者，他的公民身分概念源於霍布豪斯在倫敦政治經濟學院發表的一系列講座。霍布豪斯更具哲學性，而馬歇爾則受貝弗里奇勳爵在第二次世界大戰後採取的措施的影響。 所有這些人都參與了自由主義思想的轉變，被稱為「新自由主義」（new liberalism），一種帶有社會良知的自由主義。T.H. 馬歇爾還談到了工業公民身分及其與公民身分的關係。他認為社會權利是政治和市民權利的先決條件。
《公民身分與社會階級》對於資本主義與新興社會權利之間的關係發表了評論，影響至今。馬歇爾指出「社會權利與福利資本主義動態背景下的市場經濟需求之間的矛盾…在公民身分的框架下將這些社會階級衝突納入控制。」 資本主義社會內的階級不平等，與馬歇爾新興的公民身分觀念產生了張力。他主張，創建社會權利，在減少公民、政治和經濟不平等方面至關重要。馬歇爾將這一過程視為延續數個世紀的鬥爭，並期望未來實現更加平等的社會。

## 作品
- Marshall, T. H. (ed.). 1938. Class Conflict and Social Stratification. London: Le Play House Press.
- Marshall, T. H. 1950. Citizenship and Social Class: And Other Essays. Cambridge, Eng.: Cambridge University Press.
- Marshall, T. H. 1963. Sociology at the Crossroads and Other Essays. London: Heinemann.
- Marshall, T. H. 1973. "A British Sociological Career". International Social Science Journal 25(1/2): 88–100.
- Marshall, T. H. 1981. The Right to Welfare and Other Essays. London: Heinemann.

### 脚注
1. ↑  Moses 2019b，第163頁.
2. ↑  Marshall 1973，第406頁.
3. 1 2 3  Rocquin 2019，第87頁.
4. ↑  Mason 2009，第95頁.
5. ↑  Murray 2007，第223頁.
6. ↑  Rose 1996，第386頁.
7. ↑  . www.britannica.com.   [2022-06-21]. （原始内容存档于2023-04-30） （英语）.
8. 1 2 3  Marshall 1973，第399頁.
9. ↑  Halsey, A.H. . Sage Publications, Inc. 1984: 1.
10. 1 2 3 4 5 6 7  Jackson, Ben. . Britannica.   [2023-07-30]. （原始内容存档于2023-04-30）.
11. ↑  . www.isa-sociology.org.   [2021-10-16]. （原始内容存档于2023-04-30） （英语）.
12. ↑  T.H., Marshall. . The British Journal of Sociology. December 1973, 24: 399. JSTOR 589730. doi:10.2307/589730.
13. 1 2  Bulmer 2007，第91頁.
14. 1 2  Jack Barbalet, "Marshall, Thomas Humphrey (1893–1981)," pp. 2794-96, in George Ritzer (ed.), The Blackwell Encyclopedia of Sociology, 10 Vols. Malden, MA: Blackwell Publishing, 2007, p. 2795.
15. ↑  Blyton 1982，第157–158頁.
16. ↑  . Madrid: International Sociological Association.   [4 December 2020]. （原始内容存档于2023-07-30）.
17. 1 2 3 4  T. H.Marshall, Citizenship and Social Class: And Other Essays. Cambridge, Eng.: Cambridge University Press, 1950, p. 10.
18. 1 2  T. H.Marshall, Citizenship and Social Class: And Other Essays. Cambridge, Eng.: Cambridge University Press, 1950, p. 11.
19. ↑  馬歇爾還認為，這三個層面的公民身分在英國按照特定的順序發展。民事權利大致出現在十八世紀，政治權利出現在十九世紀，而社會權利則出現在二十世紀。<ref>Marshall, T.H. . Cambridge, England: Cambridge University Press. 1950: 10.
20. ↑  Marc, Hooghe and, Oser, Jennifer.  (PDF). Government and Opposition. 26 April 2017, 53: 600 –JSTOR.
21. ↑  Marshall 1973.
22. ↑  Turner, Bryan, S. . 1984: 177.

### 書目
- Bulmer, Martin, and Anthony Rees (eds). 1996. Citizenship Today: The Contemporary Relevance of T. H. Marshall. London: Routledge.
- Crowley, John. 1998. "The National Dimension of Citizenship in T.H. Marshall". Citizenship Studies 2:2: 165–178.
- Halsey, A. H. 1984. "T. H. Marshall, past and present: 1893-1981". Sociology 18: 1–18.
- Giddens, Anthony. 1982. Profiles and Critiques of Social Theory. Berkeley: University of California Press, Ch. 12, "Class Division, Class Conflict and Citizenship Rights."
- Mead, Lawrence M. 1997. "Citizenship and Social Policy: T. H. Marshall and Poverty". Social Philosophy and Policy 14(2): 197–230.
- Møller, Jørgen, and Svend-Erik Skaaning. 2010. "Marshall Revisited: The Sequence of Citizenship Rights in the Twenty-first Century." Government and Opposition Vol. 45, No. 4: 457–483.
- Rees, Anthony. 1995. "The Other T. H. Marshall". Journal of Social Policy 24(3): 341–362.
- Revi, Ben. 2014. "T.H. Marshall and his Critics: Reappraising 'social citizenship' in the Twenty-first Century". Citizenship Studies 18:3-4: 452–464.